# Black Front
 (octobre 2023).
Black Front, anciennement connu sous le nom de Kara Cephe, est un groupe turc de metal industriel, originaire d'Istanbul. Le groupe est formé par le chanteur d'UÇK Grind Tanju Can et le multi-instrumentiste Mert Yıldız.

## Histoire
En 2013, le groupe sort son premier EP éponyme, masterisé par James Plotkin, qui a travaillé avec des groupes tels que Khanate, Old et Jodis. Le clip préparé par Onur Tanış pour le titre " Kara Pazartesi " est sorti en décembre de la même année. En avril 2014, le groupe sort une compilation intitulée İthaf, composée de reprises de New Model Army, Pink Floyd et The Sisters of Mercy. Le chanteur du groupe autrichien de death metal Cadaverous Condition, Wolfgang Weiss, et la musicienne Tuğba Selin Ülker ont chanté des chœurs sur l'album.
En avril 2014, Black Front annonce sur son site officiel que sa compilation İthaf serait rééditée avec 2 nouvelles chansons. Le groupe a également déclaré que la raison du retard des 2 chansons était qu'ils se concentraient sur leur album Unutulanlar. Le groupe change son nom en Black Front pendant la période de l'album Unutulanlar et sort son deuxième album Hail the Fallen en 2019.

## Style musical
Adoptant un style de metal industriel dur, les paroles du groupe contiennent principalement des messages politiques et dissidents. Les influences du groupe incluent Godflesh, Laibach, Type O Negative et Killing Joke. Le rédacteur de Paslanmaz Kalem, Emre Karacaoğlu, déclare à propos de la musique du groupe : « Les échantillons qu'ils utilisent présentent la pollution de l'information, la confusion des idées et des concepts, et le bruit sans fin dans lequel la société d'aujourd'hui nage tous les jours d'une manière très classe. »

## Membres
- Tanju Can — voix (depuis 2013)
- Mert Yildiz — guitare, basse, programmation (depuis 2013)
- Yusuf Güney — basse (depuis 2015)

## Discographie

### Albums studio
- 2015 : Unutulanlar
- 2019 : Hail the Fallen

### EP
- 2013 : Kara Cephe
- 2021 : IV

### Album live
- 2014 : İthaf